# Emil-Grünzweig-Menschenrechtspreis
Der Emil-Grünzweig-Menschenrechtspreis (hebräisch אות אמיל גרינצוויג; englisch Grunzweig Human Rights Award) ist eine Auszeichnung, die von der Vereinigung für Bürgerrechte in Israel verliehen wird. Sie wurde im Jahr 1981 gestiftet und 1983 nach dem durch einen Rechtsradikalen bei einer Friedensdemonstration ermordeten Menschenrechtsaktivisten Emil Grünzweig umbenannt. Der Emil-Grünzweig-Menschenrechtspreis wird jährlich für „einzigartige und herausragende Beiträge zur Förderung der Menschenrechte in Israel“ („unique and outstanding contribution to the advancement of human rights in Israel“) verliehen.

## Preisträger
- 1981: Gabriel Stern – Journalist der Zeitung Al Hamishmar
- 1982: Jehuda Litani – Ha'aretz-Reporter in den von Israel besetzten palästinensischen Gebieten; posthume Würdigung von Robert Weltsch, einem in Deutschland lebenden jüdischen Journalisten
- 1983: Dov Yirmiya – Oberstleutnant der israelischen Armee, der sich für die Zivilbevölkerung im von Israel bombardierten Südlibanon einsetzte
- 1984: Mosche Negbi – Redakteur des Radioprogramms Din u-dvarim
- 1985: Baruch Meiri – Journalist der Zeitung Maariw
- 1986: Jitzhak Zamir – ehemaliger Rechtsberater der israelischen Regierung, der sich für ein strafrechtliches Ermittlungsverfahren gegen hochrangige Schin-Bet-Beamte wegen ihrer Rolle in der Kav-300-Affäre einsetzte
- 1987: Zvi Berenson – Richter am obersten Gericht
- 1988: Reporters in the occupied territories – Reporter in von Israel besetzten palästinensischen Gebieten
- 1989: Alice Shalvi – Gründerin des Israel Women’s Network
- 1990: Jitzhak Kadman – Vorsitzender des Nationalen Rates für Kinderschutz
- 1991: Lotte Salzburger – Gründerin der Hotline for Victims of Violence
- 1992: Bassem Eid – Gründer der Palestinian Human Rights Monitoring Group; Sonderpreis an James Ya'acov Rosenthal – Journalist, für seinen lebenslangen Einsatz für Menschenrechte
- 1993: Ejal Simchoni – Anwalt und ehemaliger Leiter des Vollstreckungsamtes in Tel Aviv, der sich gegen Haftstrafen für Schuldner engagierte
- 1994: Jitzhak Clinton Bailey – Kämpfer für die Rechte der Beduinen in Israel
- 1995: Women against Violence – Organisation zur Hilfe für weibliche Gewaltopfer in arabischen Gemeinschaften
- 1996: Gideon Levi – Journalist der Zeitung Haaretz, der vom Leben der palästinensischen Bevölkerung in den besetzten Gebieten berichtete
- 1997: Community Advocacy – Anwalts-Organisation für soziale und politische Rechte
- 1998: Kav LaOved [Workers’ Hotline]; Aruf Hareven für seine Beiträge zur jüdisch-arabischen Zusammenarbeit; Schulamit Aloni – Friedens- und Menschenrechtsaktivistin
- 1999: Physicians for Human Rights – Israel und ihre Gründerin Ruchama Marton
- 2000: Jossi Algazi – Journalist der Zeitung Haaretz
- 2001: Miriam Darmoni Scharvit und Sigal Rosen von der Hotline für ausländische Arbeitnehmer und Asylbewerber
- 2003: Machsom Watch – Organisation israelischer Frauen, die Straßensperren und Checkpoints der israelischen Armee kritisch beobachten
- 2004: Hanna Safran – Frauenrechts- und Friedensaktivistin
- 2005: Adva-Center – Menschenrechtsorganisation und Forschungseinrichtung
- 2007: Kolech – Forum religiöser Frauen
- 2008: Schovrim Schtika [Das Schweigen brechen] – Selbsthilfeorganisation israelischer Soldaten; Refugee Rights Clinic, Einrichtung der Universität Tel Aviv zur juristischen Betreuung von Asylbewerbern und Flüchtlingen
- 2009: Ruth and Paul Kedar für die Menschenrechtsorganisation Jesch Din; Nir Katz (posthum) – bei einem LGBT-feindlichen Attentat getöteter Sozialaktivist
- 2010: Jehudit Tsur – Richterin; Oren Yiftachel – Politikwissenschaftler mit Schwerpunkt Städteplanung; Negev Coexistence Forum for Civil Equality – jüdisch-arabische Organisation zur Unterstützung der Beduinen im Negev
- 2011: Keren Neubach – Journalist; Tamar Pelleg-Sryck – Menschenrechtsaktivist; Koach La Ovdim – Democratic Workers’ Organization
- 2012: Gaby Lasky – Menschenrechtsaktivistin; Michael Sfard – Menschenrechtsaktivist; Coalition Tag Meir – Organisation für gesellschaftlichen Zusammenhalt
- 2013: Sari Bashi gemeinsam mit der von ihr mitbegründeten Menschenrechtsorganisation Gisha
- 2014–2015: Association of Rape Crisis Centers (ARCCI) – Organisation zur Unterstützung von Opfern sexualisierter Gewalt; Kenneth Mann für das Public Defender’s Office
- 2017: The Task Force on Human Trafficking and Prostitution; Vered Lee – Journalist; Salah Haj Yahya – Leiter der Mobile Clinic; Physicians for Human Rights–Israel
- 2018: Shula Keshet – Künstlerin, Sozial- und Politikaktivistin und Mizrahi-Feministin; Odeh Bisharat – Autor; Women Lawyers for Social Justice, Itach Ma’aki
- 2019: Salametcom Association – Organisation zur Unterstützung der Behandlung palästinensischer Patienten in israelischen Krankenhäusern; Eitay Mack – Menschenrechtsaktivist
- 2022: Jessica Nevo – Soziologin und Mitbegründerin von Justice in Case - The Center for Alternative Justice; Gadi Algazi – Geschichtsprofessor und Sozialaktivist; Kholod Massalha – Generalmanager des I’lam - Arab Center for Media Freedom, Development and Research